# Tesoro de la Apadana

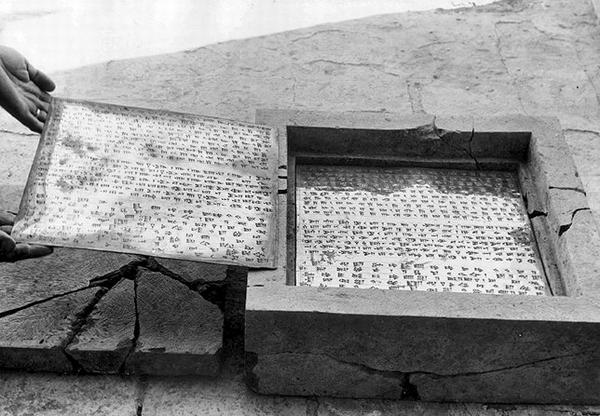
Una de las cajas de piedra con las tablillas fundacionales de Darío I, bajo las cuales se habían depositado las monedas.

El imperio aqueménida en la época de su máxima expansión.

El tesoro de la Apadana es un tesoro de monedas que se descubrió bajo las cajas de piedra que contenían las tablillas de la fundación del Apadana (sala de audiencias) en Persépolis. Las monedas fueron descubiertas en las excavaciones de 1933 por Erich Schmidt, en dos depósitos, cada uno de ellos bajo las dos cajas de fundación que se encontraron. El depósito de este tesoro, que formaba parte visiblemente del ritual de fundación de la Apadana, está datado hacia el año 515 a. C.

## Tablillas de fundación
Las tablillas de oro y plata recuperadas de las cajas de piedra contenían una inscripción trilingüe de Darío en persa antiguo, elamita y acadio, que describe su Imperio en términos geográficos amplios, y que se conoce como la inscripción DPh:
«Darío el gran rey, rey de reyes, rey de países, hijo de Histaspes, un aqueménida. El rey Darío dice: Este es el reino que tengo, desde los sacas que están más allá de Sogdiana hasta el Kush, y desde Sind (persa antiguoː 𐏃𐎡𐎯𐎢𐏁|𐏃𐎡𐎭𐎢𐎺, "Hidauv", locativo de "Hiduš") hasta Lidia (persa antiguo: "Spardâ") - [esto es] lo que Ahura Mazda, el más grande de los dioses, me concedió. ¡Que Ahura Mmazda me proteja a mí y a mi casa real!» Inscripción DPh inscription de Darío I.

## Tesoro de la fundación
Las monedas encontradas en el tesoro fueron:
- Depósito del noreste: Cuatro creseidas de oro ligero (ceca de Sardes ), un tetradracma de Abdera, un estatero de Egina.[1]
- Depósito del sureste: Cuatro creseidas de oro ligero (ceca de Sardes), tres doble-siclos de Chipre (uno atribuido a Lapeto, otro a Pafos y otro a una ceca incierta).[1]

Las creseidas se encontraron en buen estado, lo que confirma que habían sido acuñadas recientemente bajo el dominio aqueménida. El depósito no tenía ningún dárico ni siclo, lo que también sugiere fuertemente que estas monedas típicas de acuñación aqueménida solo comenzaron a acuñarse más tarde, después del 515 a. C.
Simbolismo
Según el numismático Martin Price, las monedas del tesoro fueron seleccionadas probablemente no por el lugar que representaban, sino por el significado simbólico de su tipo. El león que ataca al toro en la moneda licia de las creseidas tenía un evidente simbolismo para los aqueménidas, el grifo de la moneda de Abdera puede haber sido utilizado como guardián simbólico del oro, y la tortuga de la moneda de Egina puede haber sido elegida como símbolo del poder marítimo.
Otros tipos de monedas del tesoro de la Apadana

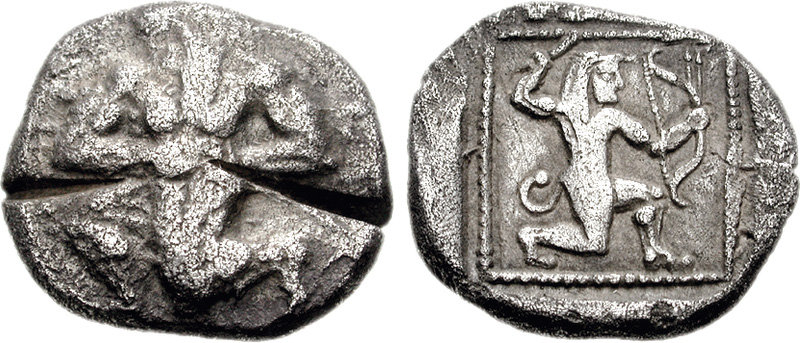
Tipo de moneda de siclo doble de Chipre procedente de Lapeto encontrada posteriormente cerca del tesoro. Finales del siglo VI-principios del siglo V a. C.
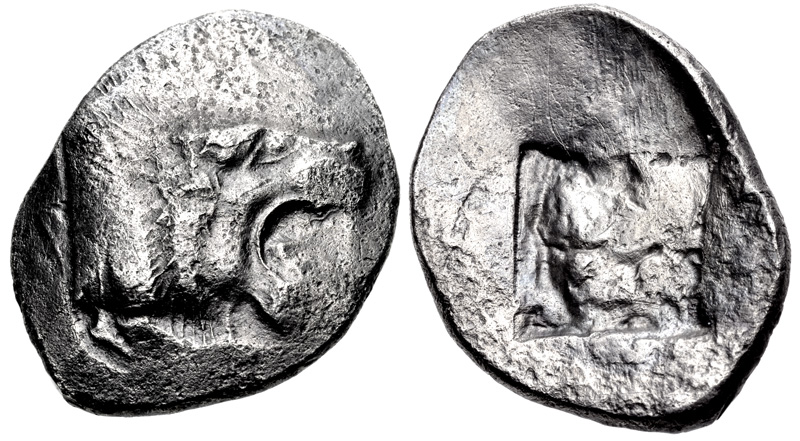
Moneda similar al tipo de una moneda de Chipre de ceca incierta, encontrada en el tesoro. Siglo V a. C.